# Dollie Tshilombo
 (janvier 2025).
Dollie Tshilombo Kabwenda, née le 26 décembre 1985 à Kinshasa, est une femme politique congolaise (RDC), députée à l'Assemblée nationale de la république démocratique du congo (RDC). Elle représente la circonscription de Tshangu.

## Biographie
Dollie Tshilombo Kabwenda nait le 26 décembre 1985 à Kinshasa, capitale de la république démocratique du Congo.

## Carrière politique
Elle est élue députée lors des élections législatives de 2023 et exerce son mandat parlementaire depuis le 12 février 2024. Elle est affiliée à l'Union pour la démocratie et le progrès social (UDPS), du président Félix Tshisekedi.
Elle est membre du groupe parlementaire Le peuple d'abord. Dollie Tshilombo Kabwenda siège actuellement à la Commission Genre, famille et enfant de l'Assemblée nationale, où elle œuvre pour promouvoir les droits des femmes et des enfants en RDC.
En juin 2024, elle accueille le programme du gouvernement Suminwa avec beaucoup d'engouement et veut que celui-ci puisse améliorer les conditions de vies de la population congolaise.,